# Hatralixia pallida
Hatralixia pallida är en insektsart som beskrevs av Webb 1983. Hatralixia pallida ingår i släktet Hatralixia och familjen dvärgstritar. Artens utbredningsområde är Northern Territory i Australien. Inga underarter finns listade i Catalogue of Life.